# Casa da Janela Manuelina (Almodôvar)
A Casa da Janela Manuelina é um edificio histórico na vila de Almodôvar, na região do Alentejo, em Portugal.

## Descrição e história
A casa situa-se na Praça da República, nas imediações de outros edifícios históricos da vila, como a Igreja da Misericórdia e o Museu Municipal.
Consiste num edifício residencial, situado na Praça da República, eque se destaca por ter na sua fachada principal uma janela típica do estilo manuelino. A janela forma dois arcos de volta perfeita, e tem uma grande riqueza decorativa, com elementos inspirados em temas geométricos e vegetalistas, como cardos e folhagens. O estilo manuelino é visível nos elementos de configuração torsa, e no capitel, de influência mudéjar.
A janela foi provavelmente executada nos princípios do século XVI, sendo portanto um exemplo de arte portuguesa durante o período dos descobrimentos. Foi reaproveitada no edifício nos primeiros anos do século XX.